# Discografia di Iva Zanicchi
Qui di seguito viene riportata la discografia italiana di Iva Zanicchi dal 1963 ad oggi.
Il totale della discografia italiana di Iva è costituito da 29 album, 70 singoli, 12 EP e numerose compilation.

## Album

### Album in studio
- 1965 - Iva Zanicchi
- 1967 - Fra noi
- 1968 - Unchained Melody
- 1970 - Iva senza tempo
- 1970 - Caro Theodorakis... Iva
- 1971 - Caro Aznavour
- 1971 - Shalom
- 1972 - Fantasia
- 1972 - Dall'amore in poi
- 1973 - Le giornate dell'amore
- 1973 - Dolce notte santa notte (album natalizio con Franco Simone, Fred Bongusto e Corrado Castellari)
- 1974 - Io ti propongo
- 1975 - Io sarò la tua idea
- 1976 - Confessioni
- 1977 - Cara Napoli
- 1978 - Con la voglia di te
- 1978 - Playboy
- 1980 - D'Iva
- 1981 - Iva Zanicchi
- 1984 - Quando arriverà
- 1984 - Iva 85
- 1987 - Care colleghe
- 1988 - Nefertari
- 1991 - Come mi vorrei
- 2003 - Fossi un tango
- 2009 - Colori d'amore
- 2013 - In cerca di te
- 2020 - Le mie canzoni più belle (nuove versioni)
- 2022 - Gargana

### Album dal vivo
- 1976 - The Golden Orpheus '76 - Live in Sunny Beach (live in Bulgaria)

### Raccolte
- 1970 - Iva Zanicchi: 4 anni di successi
- 1972 - Coraggio e paura
- 1973 - Eccezionale Iva
- 1973 - Special
- 1974 - Amare, non amare
- 1974 - Le mie canzoni
- 1974 - Io e gli autori italiani/ Vol. 1
- 1976 - Non pensare a me
- 1976 - Mamma tutto
- 1976 - Canzoni
- 1977 - Gran serata con Iva Zanicchi
- 1979 - Come prima
- 1980 - Accarezzami amore...
- 1981 - Come ti vorrei
- 1982 - Il meglio di Iva Zanicchi
- 1984 - Del mio meglio
- 1985 - Zingara
- 1987 - I miei successi
- 1992 - I successi di Iva Zanicchi
- 1993 - Best Hits
- 1994 - Zingara
- 1994 - I grandi successi di Iva Zanicchi 2
- 1994 - I successi
- 1996 - Vi dedico le mie più belle canzoni. Vol. 1
- 1996 - Vi dedico le mie più belle canzoni. Vol. 2
- 1997 - Iva Zanicchi
- 1997 - Del mio meglio
- 2000 - I grandi successi originali (doppio CD)
- 2000 - Estasi d'amore
- 2000 - Singles collection
- 2001 - Grandi firme per una voce
- 2002 - Testarda io e altri successi
- 2002 - I miei anni più belli...
- 2003 - I grandi successi di Iva Zanicchi
- 2005 - 40 anni di successi (doppio CD)
- 2007 - Vi dedico le mie più belle canzoni
- 2008 - The Collection (doppio CD)
- 2009 - Il meglio di Iva Zanicchi (doppio CD)
- 2021 - Rarities 1963-1969 (File, MP3, Comp)
- 2021 - Rarities 1970-1979 (File, MP3, Comp)
- 2022 - Iva Zanicchi canta Cristiano Malgioglio

## Singoli
- 1963 - Zero in amore/Come un tramonto
- 1963 - Tu dirai/Sei ore
- 1964 - Come ti vorrei/La nostra spiaggia
- 1964 - Credi/Resta sola come sei
- 1964 - Come ti vorrei/Chi potrà amarti
- 1965 - I tuoi anni più belli/Un altro giorno verrà
- 1965 - Accarezzami amore/Mi cercherai
- 1965 - Caro mio/Non tornar mai
- 1965 - La notte/Te lo leggo negli occhi (cantata da Giorgio Gaber)
- 1966 - La notte dell'addio/Caldo è l'amore
- 1966 - Caro mio/La notte dell'addio
- 1966 - Dio come ti amo/Una rosa da Vienna (cantata da Ely Neri)
- 1966 - Io ti darò di più/Adesso si (cantata da Memo Remigi)
- 1966 - Il ragazzo di via Gluck/Dio come ti amo (cantata da Giorgio Gaber)
- 1966 - Fra noi/Gold Snake
- 1966 - Ma pecché/Tu saje a verità
- 1966 - Monete d'oro/Ci amiamo troppo
- 1967 - Non pensare a me/Vita
- 1967 - Quel momento/Dove è lui
- 1967 - Le montagne (Ci amiamo troppo)/Vivere non vivere
- 1967 - Dolcemente/Come stai? bene!... e tu?
- 1968 - Per vivere/Non accetterò
- 1968 - Amore amor/Sleeping
- 1968 - La felicità/Anche così
- 1968 - La felicità/Ci vuole così poco
- 1968 - Senza catene/Diverso dagli altri
- 1969 - Zingara/Io sogno
- 1969 - Due grosse lacrime bianche/Tienimi con te
- 1969 - Un bacio sulla fronte/Accanto a te
- 1969 - Che vuoi che sia/Perché mai
- 1969 - Vivrò/Estasi d'amore
- 1969 - Ford apre la via/L'altalena
- 1970 - L'arca di Noè/Aria di settembre
- 1970 - Un uomo senza tempo/Un attimo
- 1970 - Un fiume amaro/Il sogno è fumo
- 1970 - Un fiume amaro/Tienimi con te
- 1970 - Una storia di mezzanotte/Il bimbo e la gazzella (numero 16)
- 1971 - La riva bianca, la riva nera/Tu non sei più innamorato di me (numero 2)
- 1971 - Coraggio e paura/Sciogli i cavalli al vento (numero 3)
- 1972 - Ma che amore/Il mio bambino
- 1972 - Nonostante lei/Non scordarti di me
- 1972 - Alla mia gente/Dall'amore in poi
- 1972 - La mia sera/Il sole splende ancora
- 1972 - Mi ha stregato il viso tuo/A te (numero 5)
- 1973 - I mulini della mente/Basterà
- 1973 - Le giornate dell'amore/Chi mi manca è lui
- 1973 - White Christmas/Natale dura un giorno (con Fred Bongusto)
- 1974 - L'indifferenza/Sarà domani
- 1974 - Ciao cara come stai?/Vendetta
- 1974 - Testarda io/Sei tornato a casa tua
- 1975 - Testarda io (la mia solitudine)/E la notte è qui
- 1975 - A far l'amore con te/E la notte è qui
- 1975 - Io sarò la tua idea/Jesus
- 1976 - Mamma tutto/Dormi, amore dormi (ninna nanna)
- 1976 - I discorsi tuoi/Confessioni
- 1977 - Arrivederci padre/Che uomo sei
- 1977 - Munasterio 'e Santa Chiara/'O destino
- 1977 - Mal d'amore/Selvaggio
- 1978 - Con la voglia di te/Sei contento
- 1979 - Per te/Pronto 113
- 1979 - La valigia/Ditemi
- 1979 - A parte il fatto/Capirai
- 1981 - Ardente/E tu mai
- 1983 - Aria di luna/Amico
- 1984 - Chi (Mi darà)/Comandante
- 1984 - Quando arriverà/Sera di vento
- 1985 - Da domani senza te/Aria di luna
- 1987 - Volo/Uomini e no
- 1991 - Forte più forte/Dieta blues
- 2001 - Ho bisogno di te
- 2009 - Ti voglio senza amore
- 2020 - Sangue nero
- 2021 - Amore mio malgrado
- 2021 - Lacrime e buio
- 2022 - Voglio amarti
- 2025 - Dolce far niente

## Partecipazioni ad altri progetti discografici con incisioni inedite
- 1963 - Non è più qui, all'interno dell'album di artisti vari Piccolo Show
- 1963 - Quando verrai, all'interno del singolo di artisti vari Dal VII Festival Della Canzone Italiana In Svizzera
- 1974 - Addio alla madre (Cavalleria Rusticana), duetto con Al Bano (all'interno dell'album di Al Bano Antologia)
- 1989 - Zingara (nuova incisione), all'interno dell'album di artisti vari C'era una volta il festival
- 1989 - Per te, Armenia, con altri artisti nel singolo Per te, Armenia
- 1990 - Testarda io (nuova incisione), all'interno dell'album di artisti vari Una rotonda sul mare 90 - vol. 1
- 1991 - La gelosia, duetto con Cristiano Malgioglio, all'interno dell'album di Cristiano Malgioglio Amiche
- 2001 - Ti dovresti vedere dopo - duetto con Franco Simone, all'interno dell'album di Franco Simone La città del sole - Eliòpolis
- 2010 - La madre, all'interno dell'album di artisti vari Musica & parole. 10 in poesia
- 2011 - Milango, all'interno dell'album di Paolo di Sabatino Voices
- 2011 - Come ti vorrei (live), all'interno dell'album di artisti vari L'Europa per un sorriso
- 2012 - Cuore profumato, all'interno dell'album di artisti vari Capo Verde terra d'amore vol.3
- 2016 - Padre nostro - Nostro Padre, all'interno della raccolta Padre Nostro
- 2018 - Zingara Salsa Atmosfera Blu feat. Iva Zanicchi (Singolo Download Digitale)
- 2022 - Moliendo cafè, duetto con Cristiano Malgioglio all'interno dell'album di Cristiano Malgioglio Malo
- 2024  - Zingara (versione spagnola), con i Natalino all'interno dell'album dei Natalino Natalianissimo

### EP
- 1963 - 6 ore (Iva Zanicchi)/Dai fa' la brava (Ghigo)/ La cabina (Joe e Virginio)
- 1963 - Un cuore che fa Din Don Dan (C. Mazzetti) / Il sole cadrà (F. Ferretti)/ Quando verrai (I. Zanicchi)
- 1965 - I tuoi anni più belli/Chi potrà amarti?/Resta sola come sei/Se
- 1966 - Il faut croire en demain/Caro mio/Le matin de l'adieu(La notte dell'addio)/Non tornar mai
- 1966 - La notte dell'addio/Io ti darò di più/Caro mio/Un altro giorno verrà
- 1966 - Io ti darò di più/La notte dell'addio
- 1967 - Non pensare a me/Vita/ Fra noi (è finita così)/Caldo è l'amore
- 1967 - Non pensare a me (Iva Zanicchi)/Cuore matto (Mario Zalinotti)/ L'immensità (Johnny Dorelli)/Gi (Fred Bongusto)
- 1967 - Non pensare a me/Vita/ Fra noi (è finita così)/Oltre la notte
- 1971 - Il mio aprile/Per te/ Sul nostro giorno amaro/Aspetta voce mia
- 1971 - La orilla blanca, la orilla negra/IL muchacho que sonrie/Un istante/Tu non estas mas enamorado de mi
- 2001 - Ti dovresti vedere dopo, duetto con Franco Simone all'interno dell'album di Franco Simone La città del sole

## Partecipazioni ad altri progetti discografici con brani già editi
- 1963 - 6 ore all'interno del singolo di artisti vari  VII Festival della canzone italiana in Svizzera
- 1963 - Non è più qui all'interno dell'album di artisti vari Edizione straordinaria
- 1964 - Come ti vorrei all'interno dell'album di artisti vari Le canzoni del VII Burlamacco d'oro
- 1964 - Come ti vorrei all'interno dell'album di artisti vari Tempo d'estate
- 1965 - Ma l'amore no all'interno della raccolta Le canzoni de La prova del nove
- 1965 - I tuoi anni più belli all'interno della raccolta XV Festival di Sanremo
- 1965 - Caro mio, La notte all'interno della raccolta Per un pugno di note
- 1965 - Accarezzami amore all'interno della raccolta Tempo d'estate n. 2
- 1965 - Io ti darò di più all'interno della raccolta Per qualche nota in più
- 1966 - Dio, come ti amo, La notte dell'addio all'interno della raccolta Festival di Sanremo 1966
- 1966 - MOnete d'oro all'interno della raccolta Disco dimostrativo
- 1966 - Fra noi all'interno della raccolta Special Service Record
- 1967 - Non pensare a me all'interno dell'album XVII Festival di Sanremo
- 1967 - Non pensare a me all'interno dell'album Joe O'Brien's All-Time Great Italian Hits
- 1968 - Le montagne all'interno dell'album Cantanti Canzoni Successi Di Un Anno
- 1969 - Zingara all'interno dell'album San Remo 69
- 1969 - Che vuoi che sia all'interno dell'album V° Mostra Internazionale Di Musica Leggera
- 1969 - Due grosse lacrime bianche all'interno dell'album  Ri-Fi Around The World
- 1969 - Due grosse lacrime bianche all'interno dell'album  Viva l'Estate!
- 1970 - Tu non sei più innamorato di me all'interno dell'album V Festival Internacional da Canção Popular – Rio (Parte Internacional)
- 1970 - Un uomo senza tempo, Vivrò, Accarezzami amore all'interno dell'album Brave, Bravissime!
- 1970 - Un fiume amaro all'interno dell'album Musica per un anno
- 1970 - Un uomo senza tempo (Mi viejo) all'interno dell'album Disco Omaggio A singolo Dal Long-Playing Woodstock E Da Altri Successi Presenta Renzo Arbore
- 1970 - Un uomo senza tempo all'interno dell'album Tuttinsieme
- 1971 - La riva bianca la riva nera all'interno dell'album Italian Graffiti 1971
- 1971 - La riva bianca la riva nera, Sul nostro giorno amaro all'interno dell'album La riva bianca la riva nera
- 1972 - Dall'amore in poi all'interno dell'album Onda nuova
- 1972 - Nonostante lei all'interno dell'album Un disco per l'estate 1972
- 1973 - Accarezzami amore all'interno della raccolta di artisti vari Desideri proibiti
- 1973 - I Colori di Dicembre all'interno dell'album di P. Donaggio A Venezia... Un dicembre rosso shocking (Don't Look Now) (colonna sonora dell’omonimo film)
- 1974 - Ciao, cara, come stai?, Sarà domani all'interno dell'album Festival di Sanremo 1974
- 1974 - Ciao, cara, come stai? all'interno dell'album Sanremo '74
- 1974 - Testarda io (La mia solitudine) all'interno dell'album Gruppo di famiglia in un interno (colonna sonora dell’omonimo film di L. Visconti)
- 1974 - Ma l'amore no all'interno dell'album Piccola storia della canzone italiana
- 1975 -  L'indifferenza all'interno dell'album di artisti vari Ospiti di Gran Varietà
- 1976 -  Confessioni all'interno dell'album di artisti vari Discomusica RIFI
- 1976 -  Confessioni all'interno dell'album di artisti vari Qui Radio Libere. Carrellate di successi
- 1976 -  Confessioni all'interno dell'album di artisti vari Hit Shop
- 1977 - Accarezzame all'interno dell'album di artisti vari Amore Parole e Musica
- 1977 -  Arrivederci, Padre all'interno dell'album di artisti vari Sanremo '77
- 1977 -  Arrivederci, Padre all'interno dell'album di artisti vari 16 Dischi in classifica
- 1978 -  Mamma Tutto all'interno dell'album di artisti vari 20 Disco Bimbo
- 1978 -  Con la voglia di te all'interno dell'album di artisti vari Superstar Parade
- 1978 -  Un fiume amaro all'interno dell'album di artisti vari Flash '70
- 1978 -  Natale dura un giorno, Amore per Natale, Buon Natale e Ave Maria all'interno dell'album di artisti vari Felice Natale
- 1979 - La orilla blanca, la orilla negra all’interno dell’album La carpa de l’amor
- 1979 - Un attimo all’interno dell’album di artisti vari Roberto Vecchioni Autore
- 1979 - Fra noi all’interno dell’album Fantastico Hit Parade
- 1980 - La valigia all'interno della raccolta SuperSigle TV vol. 3
- 1980 - Come ti vorrei all'interno della raccolta Italian Graffiti 1964
- 1980 - La orilla blanca, la orilla negra all’interno dell’album Superitaliano, vol. 2
- 1980 - A parte del echo all’interno dell’album Verano 80, 15 éxitos originales
- 1980 - Ardente, Il rospo all’interno dell’album Special Disco A.I.D.
- 1983 - La riva bianca la riva nera all’interno dell’album 30 X 70
- 1984 - Chi (mi darà) all'interno della raccolta di artisti vari Sanremo 84
- 1984 - Chi (mi darà) all'interno della raccolta di artisti vari Tutto Sanremo 84
- 1984 - Chi (mi darà) all'interno della raccolta di artisti vari Speciale - Sanremo 84
- 1984 - Va pensiero all'interno della raccolta di artisti vari Premiatissima 84
- 1984 - Ti amo, La notte all'interno della raccolta di artisti vari Premiatissima 84- I cantautori
- 1984 - A chi, Sola più che mai all'interno della raccolta di artisti vari Premiatissima 84- Canzoni d'amore
- 1984 - Quando arriverà all'interno della compilation Canzoni per l'Estate '84 - St. Vincent Estate '84, vol. 3
- 1984 - Quando arriverà, Nonostante me all'interno della raccolta Untitled
- 1985 - Zingara, Ciao, cara, come stai? all'interno della raccolta La Storia Del Festival Di San Remo 1951-1985
- 1985 - A chi, Bang Bang all'interno della raccolta Le Premiatissime
- 1986 - Testarda Io (La mia solitudine) all'interno della raccolta Donne in Hit Parade
- 1985 - La riva bianca la riva nera all'interno della raccolta I grandi della canzone- vol.5
- 1987 - La riva bianca la riva nera all'interno della compilation di artisti vari I grandi della canzone italiana
- 1987 - Canterò all'interno della compilation di artisti vari Five Parade n. 4
- 1988 - L'arca di Noè all'interno della compilation di artisti vari Graffiti Settanta, vol. 1
- 1988 - Coraggio e paura all'interno della compilation di artisti vari Graffiti Settanta, vol. 2
- 1988 - Ciao, cara, come stai? all'interno della compilation di artisti vari Graffiti Settanta, vol.3
- 1988 - Mamma tutto all'interno della compilation di artisti vari Graffiti Settanta, vol.4
- 1988 - La riva bianca la riva nera all'interno della compilation di artisti vari Graffiti Settanta, 1971
- 1988 - Coraggio e paura all'interno della compilation di artisti vari Graffiti Settanta, 1972
- 1988 - Ciao, cara, come stai? all'interno della compilation di artisti vari Graffiti Settanta - 1974-1975
- 1988 - Testarda io (La mia solitudine) all'interno della compilation di artisti vari Graffiti Settanta - 1975
- 1988 - Mamma tutto all'interno della compilation di artisti vari Graffiti Settanta, 1976-1977
- 1988 - Un fiume amaro all'interno della compilation di artisti vari Graffiti Settanta 3,1970
- 1989 - Come ti vorrei all'interno della compilation di artisti vari Italian Graffiti 1960-69
- 1989 - Come ti vorrei all'interno della compilation di artisti vari Una rotonda sul mare 2
- 1989 - Non pensare a me, Zingara, Ciao, cara, come stai? all'interno della raccolta Sanremo 1951-1989
- 1990 - Munasterio 'e Santa Chiara all'interno della raccolta Dedicato a Napoli- Una lunga storia d'amore
- 1990 - Zingara all'interno della compilation di artisti vari Canzone italiana - vol. 1
- 1990 - Testarda io, La riva bianca la riva nera, Un fiume amaro all'interno della compilation di artisti vari Amore, addio...
- 1990 - Come ti vorrei all'interno della compilation di artisti vari Il nostro disco che suona
- 1990 - Non pensare a me all'interno della compilation di artisti vari Canzone italiana - Tutto Sanremo 40 Anni Di Festival - 1965-68
- 1990 - Zingara all'interno della compilation di artisti vari Canzone italiana - Tutto Sanremo 40 Anni Di Festival - 1969-73
- 1990 - Ciao, cara, come stai? all'interno della compilation di artisti vari Canzone italiana - Tutto Sanremo 40 Anni Di Festival - 1974-83
- 1990 - Zingara, La notte dell'addio all'interno della compilation di artisti vari Festival di Sanremo - Gli anni d'oro - vol. 2
- 1990 - Ciao, cara, come stai?, L'arca di Noèall'interno della compilation di artisti vari Gli anni d'oro - Festival di Sanremo - vol.3
- 1990 - Come ti vorrei all'interno della compilation di artisti vari Nostalgie
- 1990 - Zingara, Un fiume amaro all'interno della compilation di artisti vari Renzo Arbore presenta Le signore della Canzone
- 1991 - La riva bianca la riva nera, Testarda io all'interno della compilation di artisti vari Cocktail - Le Donne Della Canzone Italiana
- 1992 - La riva bianca la riva neraall'interno della compilation di artisti vari Le Nostre Canzoni Vol. 3
- 1993 - La riva bianca la riva nera all'interno della compilation di artisti vari Bellissima
- 1993 - Come ti vorrei all'interno della compilation di artisti vari Quei favolosi anni '60- 1964.1
- 1993 - Zingara all'interno della compilation di artisti vari Quei favolosi anni '60- 1969.1
- 1994 - Accarezzame all'interno della compilation di artisti vari Anema e core...
- 1994 - Testarda io all'interno della compilation di artisti vari Nostalgia D'Amore: Dolci Ricordi
- 1996 - Come ti vorrei all'interno della compilation di artisti vari Italian Graffiti 1964-1966
- 1997 - Zingara all'interno della compilation di artisti vari La canzone dei ricordi
- 1997 - Il mio bambino all'interno dell' album di artisti vari Tu Chiamale Se Vuoi...Emozioni - Battisti Cantato Dagli Altri
- 1998 - Nu quarto 'e luna all'interno dell' album di artisti vari Accarezzame - Canzoni D'Amore Napoletane
- 1998 - Nu quarto 'e luna all'interno della compilation di artisti vari 100% Italia - Canzoni D'Amore Napoletane
- 1999 - Io ti darò di più all'interno della compilation di artisti vari Nostalgia della Italia
- 1999 - Zingara all'interno della compilation di artisti vari Le Regine Della Musica Italiana
- 2000 - Zingara all'interno della compilation di artisti vari 100 Canzonissime Italiane, vol. 3
- 2000 - Zingara all'interno della compilation di artisti vari 50 Anni Di Canzoni Italiane Vol. 10
- 2000 - Il ragazzo che sorride, Ed io tra di voi all'interno della compilation di artisti vari A Modo Mio... Io La Canto Così Vol.1
- 2003 - Fossi un tango  all'interno dell'album 53º Festival della canzone italiana
- 2003 - La gelosia  all'interno dell'album di Cristiano Malgioglio Cristiano Malgioglio Canta Roberto Carlos
- 2003 - Ci amiamo troppo, Il mio bambino  all'interno dell'album di artisti vari Rhythm and Pop
- 2004 - Ti amo all'interno dell'album di artisti vari Le canzoni del cuore
- 2004 - Zingara, Non pensare a me, La riva bianca la riva nera, Come ti vorrei all'interno dell'album 4 Per 4 Star 16 Successi
- 2009 - Ti voglio senza amore  all'interno dell'album Sanremo 2009
- 2015 - Credi all'interno dell'album Ciao Bella! Italian Girl Singers of the 1960s
- 2016 -  Kajal all'interno dell'album di Teho Teardo La verità sta in cielo (colonna sonora dell’omonimo film di Roberto Faenza)
- 2022 -  Voglio amarti all'interno dell'album Sanremo Compilation 2022

### Duetti
- 1965 - Vitello in salsa d'acciughe - con Milva (live a Milva Club)
- 1971 - Ti lasci andare (Tu te laisses aller) - La nostra serata con Charles Aznavour (live a Senza Rete)
- 1976 - 'O destino - con Tullio De Piscopo (all'interno dell'album Cara Napoli)
- 1991 - La gelosia - con Cristiano Malgioglio (all'interno dell'album di Cristiano Malgioglio Amiche)
- 1994 - Passione - con Giuseppe Di Stefano (live a 100 milioni + Iva)
- 1995 - La spagnola /Alle porte del sole - con Gigliola Cinquetti (live a Una sera c’incontrammo)
- 1995 - The man I love - con Linda Wesley (live a Storie di stelle)
- 2000 - La musica è finita - con Franco Califano (live a Domenica in)
- 2000 - Coraggio e paura - con Franco Simone (live a Alle due su Rai1)
- 2001 - La vita mia - con Amedeo Minghi (live a Domenica in)
- 2001 - Zingara/Maledetta primavera - con Loretta Goggi (live a Domenica In)
- 2001 - Ti dovresti vedere dopo - con Franco Simone (all'interno dell'album di Franco Simone La città del sole)
- 2001 - Il ragazzo che sorride - con Al Bano (live a Una voce nel sole)
- 2001 - Casa Bianca  - con Marisa Sannia;  Till  - con Carla Boni (live a Sembra ieri)
- 2002 - Tuppe tuppe Marescià - con Mario Merola (live a Viva Napoli)
- 2002 - Canzone, Zingara, Le montagne, La filanda - con Milva (live a Testarda io)
- 2002 - Tu ca nun chiagne - con Giuni Russo (live a Testarda io)
- 2002 - La voce del silenzio - con Massimo Ranieri  (live a Testarda io)
- 2002 - Stasera, che sera, Tammurriata nera - con Antonella Ruggiero (live a Testarda io)
- 2002 - Almeno tu nell'universo - con Giuni Russo, Angela Brambati e Fiordaliso (live a Testarda io)
- 2002 - Summertime / Caruso - con Katia Ricciarelli  (live a Testarda io)
- 2002 - Perdono / Sono bugiarda / Insieme a te non ci sto più / Nessuno mi può giudicare - con Platinette, Grazia De Michele, Katia Ricciarelli  e Rita Pavone (live a Testarda io)
- 2002 - Donne - con Grazia De Michele, Katia Ricciarelli  e Rita Pavone  (live a Testarda io)
- 2002 - La notte dell'addio / Pianissimo - con Rita Pavone  (live a Testarda io)
- 2002 - Quello che le donne non dicono - con Gabriella Ferri, Antonella Ruggiero e Luisa Corna  (live a Testarda io)
- 2002 - Sempre / Ritornelli antichi - con Gabriella Ferri  (live a Testarda io)
- 2002 - Ti dovresti vedere dopo - con Franco Simone (live a Testarda io)
- 2002 - Amo / E intanto il tempo se ne va - con Toto Cutugno (live a Testarda io)
- 2002 - Ancora / Let it be - con Thelma Houston (live a Testarda io)
- 2002 - Tu che m'hai preso il cor - Caminito - Memories - O sole mio con Katia Ricciarelli e Rita Pavone (live a Testarda io)
- 2002 - Vola colomba /Casetta in Canadà/Papaveri e papere/Oh mamma, mamma, mamma - con Nilla Pizzi (live a Io tra di voi)
- 2003 - Kriminal tango - con Teo Teocoli (all'interno dell'album Fossi un tango)
- 2005 - E penso a te - con Dolcenera (live a Music Farm)
- 2005 - Munasterio 'e Santa Chiara - con Cecilia Gasdia (live a Una voce per Padre Pio)
- 2006 - Ma che freddo fa / Zingara - con le Triacorda (live a I raccomandati)
- 2006 - Almeno tu nell’universo - con Luisa Corna (live a Domenica in)
- 2007 - Zingara/Non pensare a me - con Massimo Ranieri (live a Tutte donne tranne me)
- 2009 - Regine di primavera - con Paloma San Basilio (all'interno dell'album Colori d'amore)
- 2013 - Amore fermati - con Fred Bongusto (all'interno dell'album In cerca di te)
- 2019 - La gelosia - con Cristiano Malgioglio (live a CR4- La repubblica delle donne)
- 2021 - Mille lire al mese / Maramao perché sei morto? / Baciami, piccina / In cerca di te- con A. Tatangelo e B. Atzei (live a D'Iva)
- 2021 - Io ti darò di più - con Orietta Berti (live a D'Iva)
- 2021 - Quién serà / Romagna mia - con Orietta Berti (live a D'Iva)
- 2021 - Munasterio e' santa Chiara - con Gigi D'Alessio (live a D'Iva)
- 2021 - Luna rossa / Guaglione / Maruzzella / Chella là- con Gigi D'Alessio (live a D'Iva)
- 2021 - A chi / Deborah - con Fausto Leali (live a D'Iva)
- 2021 - E penso a te - con Anna Tatangelo (live a D'Iva)
- 2021 - A far l'amore comincia tu / Tanti auguri (Come è bello far l'amore) / Rumore- con A. Tatangelo e B. Atzei (live a D'Iva)
- 2021 - Canzone per te- con B. Atzei (live a D'Iva)
- 2021 - Le montagne - con Rita Pavone (live a D'Iva)
- 2021 - Cuore / La notte dell'addio - con Rita Pavone (live a D'Iva)
- 2021 - Diavolo in me - con Rita Pavone e Gerry Scotti (live a D'Iva)
- 2021 - Ci sarà - con Romina Power (live a D'Iva)
- 2021 - Sabor a mi - con Lola Ponce (live a D'Iva)
- 2021 - Moliendo cafè - con Cristiano Malgioglio (live a D'Iva)
- 2021 - Io amo / Io che non vivo senza te - con Fausto Leali (live a D'Iva)
- 2021 - Te quiero te quiero - con Rosario Flores (live a D'Iva)
- 2021 - Quizas quizas quizas - con Lola Ponce (live a D'Iva)
- 2023 - Come ti vorrei/ Testarda io / Zingara - con Al Bano (live a 4 volte 20)
- 2023 - Non credere - con Fausto Leali (live a Verissimo)
- 2023 - Zingara - con Al Bano (live a Io canto generation)
- 2024 - Nel drink - con J-Ax (feat. Guè) (all'interno dell'album degli Articolo 31 "Protomaranza")- campionatura del ritornello di "Dimmelo"